# Gliniczek (Jasło)
Gliniczek – część miasta Jasło, utworzona z zachodniej części sąsiedniej wsi Gliniczek. Leży na wschodnich rubieżach miasta, na końcu ul. Hankówka.

## Historia
Gliniczek to dawna wieś i gmina jednostkowa w powiecie jasielskim, za II RP w woј. krakowskim. W 1934 w nowo utworzonej zbiorowej gminie Tarnowiec, gdzie utworzyła gromadę.
Podczas II wojny światowej w gminie Tarnowiec w powiecie Jaslo w dystrykcie krakowskim (Generalne Gubernatorstwo). Liczył wtedy 302 mieszkańców.
Po wojnie znów w gminie Tarnowiec w powiecie jasielskim, w nowo utworzonym województwie rzeszowskim. Jesienią 1954 zniesiono gminy tworząc gromady. Gliniczek wszedł w skład nowo utworzonej gromady Gliniczek, a po jej zniesieniu 31 grudnia 1961 – w skład gromady Tarnowiec. Tam przetrwał do końca 1972 roku, czyli do kolejnej reformy gminnej.
1 stycznia 1973 ponownie w gminie Tarnowiec. Od 1 lipca 1975 w województwie krośnieńskim.
1 lutego 1977 część wsi Gliniczek (18 ha) włączono do Jasła.